# Diocesi di Transmarisca
La diocesi di Transmarisca (in latino: Dioecesis Transmariscena) è una sede soppressa e sede titolare della Chiesa cattolica.

## Storia
Transmarisca, identificabile con Tutrakan nell'odierna Bulgaria, è un'antica sede vescovile della provincia romana della Mesia Seconda (o Inferiore) nella diocesi civile di Tracia. Essa faceva parte del patriarcato di Costantinopoli ed era suffraganea dell'arcidiocesi di Marcianopoli.
La diocesi è menzionata in una lista di episcopati di Tracia della metà del VII secolo. Non si conoscono tuttavia nomi di vescovi di questa sede.
Dal 1933 Transmarisca è annoverata tra le sedi vescovili titolari della Chiesa cattolica; la sede finora non è mai stata assegnata.